# 2000 no cinema
O ano 2000 no cinema envolveu vários eventos significativos. A maior bilheteria foi Mission: Impossible 2. Nos Estados Unidos, Gladiator venceu o Oscar de melhor filme e Russell Crowe venceu o de melhor ator. Dinosaur foi o filme mais caro do ano 2000 e um sucesso de bilheteria.

## Maiores bilheterias
Os 10 filmes mais lançados em 2000 por arrecadação mundial são os seguintes:
| Ranque | Título                         | Distribuidor                  | Bilheteria global |
| ------ | ------------------------------ | ----------------------------- | ----------------- |
| 1      | Mission: Impossible 2          | Paramount                     | US$ 546,388,108   |
| 2      | Gladiator                      | DreamWorks / Universal        | US$ 465,516,248   |
| 3      | Cast Away                      | 20th Century Fox / DreamWorks | US$ 429,632,142   |
| 4      | What Women Want                | Paramount                     | US$ 374,111,707   |
| 5      | Dinosaur                       | Buena Vista                   | US$ 349,822,765   |
| 6      | How the Grinch Stole Christmas | Universal                     | US$ 346,524,444   |
| 7      | Meet the Parents               | Universal / DreamWorks        | US$ 330,444,045   |
| 8      | The Perfect Storm              | Warner Bros.                  | US$ 328,711,434   |
| 9      | X-Men                          | 20th Century Fox              | US$ 296,339,528   |
| 10     | What Lies Beneath              | DreamWorks / 20th Century Fox | US$ 291,420,351   |

## Prêmios
- Oscar 2000
- Globo de Ouro de 2000

## Nascimentos
| Data            | Nome                     | Profissão                              | Nacionalidade  | Observações | Ref |
| --------------- | ------------------------ | -------------------------------------- | -------------- | ----------- | --- |
| 2 de janeiro    | Marcus Bessa             | ator                                   | Brasil         |             |     |
| 9 de fevereiro  | Filipe Cavalcante        | ator e dublador                        | Brasil         |             |     |
| 10 de janeiro   | Reneé Rapp               | atriz                                  | Estados Unidos |             |     |
| 22 de fevereiro | Celia Rose Gooding       | atriz e musicista                      | Estados Unidos |             |     |
| 25 de fevereiro | Tucker Albrizzi          | ator, dublador e comediante            | Estados Unidos |             |     |
| 6 de março      | Jacob Bertrand           | ator e dublador                        | Estados Unidos |             |     |
| 16 de março     | Fernando Lindez          | ator                                   | Espanha        |             |     |
| 19 de março     | Bárbara Maia             | atriz                                  | Brasil         |             |     |
| 21 de março     | Lorenzo Zurzolo          | ator                                   | Itália         |             |     |
| 22 de março     | Pawat Chittsawangdee     | ator                                   | Tailândia      |             |     |
| 27 de março     | Halle Bailey             | cantora e atriz                        | Estados Unidos |             |     |
| 27 de março     | Sophie Nélisse           | atriz                                  | Canadá         |             |     |
| 29 de março     | Caio Manhente            | ator                                   | Brasil         |             |     |
| 11 de abril     | Morgan Lily              | atriz                                  | Estados Unidos |             |     |
| 16 de abril     | Bruna Carvalho           | atriz                                  | Brasil         |             |     |
| 10 de Maio      | Mateus Honori            | músico e ator                          | Brasil         |             |     |
| 30 de maio      | Jared S. Gilmore         | ator                                   | Estados Unidos |             |     |
| 1 de junho      | Willow Shields           | atriz                                  | Estados Unidos |             |     |
| 17 de junho     | Odessa A'zion            | atriz                                  | Estados Unidos |             |     |
| 13 de julho     | Lucas Lynggaard Tønnesen | ator                                   | Dinamarca      |             |     |
| 14 de julho     | Maia Reficco             | cantora e atriz                        | Estados Unidos |             |     |
| 19 de julho     | Owen Joyner              | ator                                   | Estados Unidos |             |     |
| 23 de julho     | Malte Gårdinger          | ator                                   | Suécia         |             |     |
| 25 de julho     | Mason Cook               | ator                                   | Estados Unidos |             |     |
| 25 de julho     | Meg Donnelly             | atriz                                  | Estados Unidos |             |     |
| 26 de julho     | Thomasin McKenzie        | atriz                                  | Nova Zelândia  |             |     |
| 29 de julho     | Lino Facioli             | ator                                   | Brasil         |             |     |
| 3 de agosto     | Landry Bender            | atriz                                  | Estados Unidos |             |     |
| 24 de agosto    | Griffin Gluck            | ator                                   | Estados Unidos |             |     |
| 6 de outubro    | Klara Castanho           | atriz                                  | Brasil         |             |     |
| 6 de outubro    | Addison Rae              | atriz, dubladora e digital influencer  | Estados Unidos |             |     |
| 31 de outubro   | Willow Smith             | atriz, cantora, compositora e ativista | Estados Unidos |             |     |
| 10 de novembro  | Mackenzie Foy            | atriz                                  | Estados Unidos |             |     |
| 21 de novembro  | Isabel May               | atriz                                  | Estados Unidos |             |     |
| 22 de novembro  | Auli'i Cravalho          | atriz                                  | Estados Unidos |             |     |
| 28 de novembro  | Jackson Yee              | ator e cantor                          | China          |             |     |
| 17 de dezembro  | Isacque Lopes            | ator e cantor                          | Brasil         |             |     |
| 18 de dezembro  | Korapat Kirdpan          | ator                                   | Tailândia      |             |     |
| 21 de dezembro  | Maitê Padilha            | atriz                                  | Brasil         |             |     |
| 28 de dezembro  | Larissa Manoela          | atriz e cantora                        | Brasil         |             |     |

## Mortes
| Data            | Nome               | Profissão            | Nacionalidade  | Observações | Ref |
| --------------- | ------------------ | -------------------- | -------------- | ----------- | --- |
| 6 de janeiro    | Augusto Fraga      | cineasta             | Portugal       | n. 1920     |     |
| 7 de janeiro    | Klaus Wennemann    | ator                 | Alemanha       | n. 1940     |     |
| 19 de janeiro   | Hedy Lamarr        | atriz                | Áustria        | n. 1914     |     |
| 11 de fevereiro | Roger Vadim        | cineasta             | França         | n. 1928     |     |
| 4 de maio       | Sandra Bréa        | atriz                | Brasil         | n. 1952     |     |
| 10 de maio      | Bart, o Urso       | urso ator            | Estados Unidos | n. 1977     |     |
| 29 de junho     | Vittorio Gassman   | ator, diretor        | Itália         | n. 1922     |     |
| 1 de julho      | Walter Matthau     | ator                 | Estados Unidos | n. 1920     |     |
| 5 de agosto     | Alec Guinness      | ator                 | Reino Unido    | n. 1914     |     |
| 12 de agosto    | Loretta Young      | atriz                | Estados Unidos | n. 1913     |     |
| 25 de agosto    | Jack Nitzsche      | compositor           | Estados Unidos | n. 1937     |     |
| 3 de outubro    | Wojciech Has       | cineasta, roteirista | Polónia        | n. 1925     |     |
| 6 de outubro    | Richard Farnsworth | ator                 | Estados Unidos | n. 1920     |     |
| 30 de outubro   | Steve Allen        | ator                 | Estados Unidos | n. 1921     |     |
| 16 de novembro  | Joe C.             | ator                 | Estados Unidos | n. 1974     |     |
| 6 de dezembro   | Werner Klemperer   | ator                 | Alemanha       | n. 1920     |     |
| 12 de dezembro  | Libertad Lamarque  | atriz                | Argentina      | n. 1908     |     |